# Antonae nodosa
Antonae nodosa är en insektsart som beskrevs av William D. Funkhouser. Antonae nodosa ingår i släktet Antonae och familjen hornstritar. Inga underarter finns listade i Catalogue of Life.